# Bentley Layton
Bentley Layton (* 12. August 1941; † 26. März 2025 in New Haven) war ein US-amerikanischer Religionswissenschaftler und Orientalist, insbesondere Koptologe, der sich mit dem Frühchristentum und der Gnosis befasste.

## Leben
Er erwarb 1963 an der Harvard University einen Bachelor (A.B.) summa cum laude und promovierte 1971 an derselben Universität bei Helmut Koester  mit der Dissertation: The Treatise on Resurrection (from the Coptic Gnostic Library): Edition, Translation, and Commentary zum Ph.D. Ein Privatstudium (1970, 1972–1975) der Koptologie und Linguistik absolvierte er bei Hans Jakob Polotsky in Jerusalem. Er lehrte an der École biblique et archéologique française de Jérusalem und arbeitete in Kairo für den Technischen Unterausschuss der UNESCO für die Veröffentlichung der Nag-Hammadi-Manuskripte. Ab 1976 lehrte er an der Yale University, wo er 1983 zum Professor für Religionswissenschaft (Antikes Christentum) sowie Sprachen und Zivilisationen des Nahen Ostens ernannt wurde.

## Schriften (Auswahl)
- The gnostic treatise on resurrection from Nag Hammadi. Missoula 1979, ISBN 0-89130-341-3.
- Catalogue of Coptic literary manuscripts in the British Library acquired since the year 1906. London 1987, ISBN 0-7123-0003-1.
- A Coptic grammar. With chrestomathy and glossary. Sahidic dialect. Wiesbaden 2011, ISBN 978-3-447-06200-8.
- The canons of our fathers. Monastic rules of Shenoute. Oxford 2014, ISBN 978-0-19-958263-1.